# Channa maculata
Channa maculata, змиеглавец е вид бодлоперка от семейство Channidae. Видът не е застрашен от изчезване.

## Разпространение
Разпространен е във Виетнам, Китай (Гуандун, Гуанси, Гуейджоу, Хайнан, Хунан и Юннан), Провинции в КНР, Тайван, Филипини и Хонконг. Внесен е в Мадагаскар, САЩ (Масачузетс и Хавайски острови) и Япония.

## Описание
На дължина достигат до 20 cm.